# Frank Balzer (Politiker, 1963)
Frank Balzer (* 24. Dezember 1963 in Eisenhüttenstadt) ist ein deutscher Politiker (SPD) und seit 2018 Bürgermeister von Eisenhüttenstadt. 

## Leben
Frank Balzer wurde in Eisenhüttenstadt geboren und wuchs auch dort auf. Von 1970 bis 1978 besuchte er die Polytechnische Oberschule. 1982 schloss er die Erweiterte Oberschule mit dem Abitur ab. Kurzzeitig war er im EKO als Anlagenwart tätig, bis er vom November 1982 bis Oktober 1985 seinen Wehrdienst in der Nationalen Volksarmee (NVA) leistete. Anschließend studierte er Maschinenbau an der Hochschule Wismar, welchen er 1987 abschloss. Danach arbeitete er in verschiedenen Funktionen beim EKO. Ab 1992 machte er eine Ausbildung zum Referent für Sozial- und Behindertenrecht, eine Ausbildung zum „Mediator in der Arbeitswelt“ und studierte „Management und Partizipation“ mit einem Abschluss als „Partizipationsmanager“ an der TU Dortmund.
Frank Balzer ist seit 1997 Mitglied der SPD und bekleidete einige politische Ämter.

## Bürgermeister von Eisenhüttenstadt
Bei der Stichwahl zum Bürgermeister im Oktober 2018 gewann Balzer mit 67,9 % der Stimmen, gegen die Amtsinhaberin Dagmar Püschel von der Partei Die Linke. Im Jahr 2023 gab es eine Bürgerinitiative zur Abwahl des Bürgermeisters Frank Balzer. Diese scheiterte. Für die Bürgermeisterwahl 2025 verfehlte er die Kandidatur der SPD und tritt dadurch nicht erneut zur Wahl an.

## Mitgliedschaften und Ehrenämter

### Politische Ämter
- 1998 bis 2003 Mitglied des Kreistags Oder-Spree
- 2008 bis 2017 Mitglied des Kreistags Oder-Spree
- 2008 bis 2017 Mitglied der SVV Eisenhüttenstadt
- seit 2018 Bürgermeister von Eisenhüttenstadt

### Sonstige Ämter (Auswahl)
- 1990 bis 2018 Betriebsrat EKO Stahl GmbH
  - 1996 bis 2018 stellvertretender Betriebsratsvorsitzender
- seit 1993 ehrenamtlicher Richter Sozialgericht Frankfurt (Oder)
- seit 2004 Vorstand der Bürgerstiftung Eisenhüttenstadt und Stiftungsbeirat der Stahlstiftung Eisenhüttenstadt
- seit 2011 Mitglied Verwaltungsrat Brandenburgische BKK